# Nico Zwarthoed
Nico Zwarthoed (30 september 1962) is een Nederlands voormalig profvoetballer, die zijn gehele carrière voor FC Volendam speelde. 

## Clubstatistieken
| seizoen | club        | competitie     | duels | goals |
| ------- | ----------- | -------------- | ----- | ----- |
| 1980/81 | FC Volendam | Eerste divisie | 1     | 0     |
| 1981/82 | FC Volendam | Eerste divisie | 6     | 0     |
| 1982/83 | FC Volendam | Eerste divisie | 7     | 0     |
| 1983/84 | FC Volendam | Eredivisie     | 33    | 0     |
| 1984/85 | FC Volendam | Eredivisie     | 33    | 0     |
| 1985/86 | FC Volendam | Eerste divisie | 33    | 1     |
| 1986/87 | FC Volendam | Eerste divisie | 24    | 0     |
| 1987/88 | FC Volendam | Eredivisie     | 33    | 1     |
| 1988/89 | FC Volendam | Eredivisie     | 18    | 0     |
| 1989/90 | FC Volendam | Eredivisie     | 21    | 2     |
| 1990/91 | FC Volendam | Eredivisie     | 0     | 0     |